# Giovane Alves da Silva
Giovane Alves da Silva, meglio noto come Giovane (Taió, 25 novembre 1982), è un ex calciatore brasiliano naturalizzato hongkonghese, di ruolo attaccante.

## Carriera

### Club
Ha giocato nella massima serie hongkonghese.

### Nazionale
Tra il 2018 e il 2019 ha giocato 6 partite con la nazionale hongkonghese.

## Statistiche

### Cronologia presenze e reti in nazionale
| Cronologia completa delle presenze e delle reti in nazionale ― Hong Kong | Cronologia completa delle presenze e delle reti in nazionale ― Hong Kong | Cronologia completa delle presenze e delle reti in nazionale ― Hong Kong | Cronologia completa delle presenze e delle reti in nazionale ― Hong Kong | Cronologia completa delle presenze e delle reti in nazionale ― Hong Kong | Cronologia completa delle presenze e delle reti in nazionale ― Hong Kong | Cronologia completa delle presenze e delle reti in nazionale ― Hong Kong | Cronologia completa delle presenze e delle reti in nazionale ― Hong Kong |
| Data                                                                     | Città                                                                    | In casa                                                                  | Risultato                                                                | Ospiti                                                                   | Competizione                                                             | Reti                                                                     | Note                                                                     |
| ------------------------------------------------------------------------ | ------------------------------------------------------------------------ | ------------------------------------------------------------------------ | ------------------------------------------------------------------------ | ------------------------------------------------------------------------ | ------------------------------------------------------------------------ | ------------------------------------------------------------------------ | ------------------------------------------------------------------------ |
| 11-10-2018                                                               | Hong Kong                                                                | Hong Kong                                                                | 0 – 1                                                                    | Thailandia                                                               | Amichevole                                                               | -                                                                        | 58’                                                                      |
| 16-10-2018                                                               | Cikarang                                                                 | Indonesia                                                                | 1 – 1                                                                    | Hong Kong                                                                | Amichevole                                                               | -                                                                        | 62’                                                                      |
| 19-11-2019                                                               | Hong Kong                                                                | Hong Kong                                                                | 2 – 0                                                                    | Cambogia                                                                 | Qual. Mondiali 2022                                                      | -                                                                        |                                                                          |
| Totale                                                                   |                                                                          | Presenze                                                                 | 3                                                                        |                                                                          | Reti                                                                     | 0                                                                        |                                                                          |